# Oäkta bostadsrättsförening
Oäkta bostadsrättsförening är ett begrepp i den svenska bostadsrättslagen gällande beskattning av bostadsrättsföreningar.
En förening räknas som en äkta bostadsrättsförening om den till minst 60 procent bedriver kvalificerad verksamhet. Med kvalificerad verksamhet menas främst upplåtelse av lägenheter till de egna medlemmarna. Föreningen är oäkta om den bedriver kvalificerad verksamhet till mindre än 60 procent, enligt en speciell formel.
En oäkta bostadsrättsförening åtnjuter inte samma skatteregler som en äkta bostadsrättsförening.
- När bostadsrättshavaren säljer sin bostadsrätt beskattas hela den eventuella vinsten, inte 22/30 (73%) som för äkta föreningar. Vinsten kan inte heller skjutas upp.
- När bostadsrättshavaren säljer sin bostadsrätt i en äkta bostadsrättsförening och köper en bostadsrätt i en oäkta bostadsrättsförening kan eventuell vinst inte skjutas upp.
- Om månadsavgiften för en bostadsrätt i en oäkta bostadsrättsförening anses understiga lägenhetens bruksvärde kan mellanskillnaden betraktas som en beskattningsbar bostadsförmån.
- Även den oäkta föreningen kan beskattas för fiktiva hyresintäkter om hyran är lägre än bruksvärdet.

Det sägs ibland att även äkta bostadsrättsföreningar är oäkta under sitt första år som fastighetsägare. Det är ett oegentligt sätt att uttrycka att bostadsrättshavare som säljer sin andel under detta första år beskattas för hela vinsten i stället för en reducerad vinst, liksom alltid är fallet med dem som säljer andelar i oäkta föreningar (se ovan). Det beror på att det i reavinstsammanhang är förhållandena vid årets ingång som avgör om föreningen ska betraktas som äkta eller oäkta. Alla bostadsrättsföreningar som ännu inte äger en fastighet är oäkta; därav denna skatteeffekt.
Det är emellertid enbart när det gäller reavinstbeskattning som detta gäller. En äkta bostadsrättsförening är i alla andra avseenden äkta från den dag föreningen tar över fastigheten. Bland annat deklarerar föreningen per den 31 december det första året som en äkta bostadsrättsförening. Även när det gäller uppskov med reavinstskatt betraktas föreningen som äkta redan från början. Enligt en dom i Regeringsrätten 2001 är det förhållandena vid försäljningsdatum eller vid årets utgång som är avgörande för om föreningen är äkta, vilket i sin tur avgör om den sålda andelen kan räknas som en ursprungsbostad i inkomstskattelagens mening.